# بی‌نهایت (فیلم ۲۰۲۱)
بی‌نهایت (به انگلیسی: Infinite) یک فیلم سینمایی آمریکایی محصول سال ۲۰۲۱ در ژانر علمی تخیلی و اکشن به کارگردانی آنتوان فوکوآ با بازی مارک والبرگ می‌باشد.

## داستان
ایوان مک کالی مردی است که در می‌یابد توهمات او واقعاً چشم‌اندازهایی از زندگی گذشته‌اش است.

## طرح
در سال 1985 مکزیکوسیتی، هاینریش تردوی سعی می کند از دست مقامات و مردی به نام باتورست فرار کند. او و همکارانش، آبل و لئونا، در مورد "تخم مرغی" صحبت می کنند که تردوی از باترست دزدیده است. تردوی به هابیل می گوید که اگر زنده نماند، دومی باید به یاد داشته باشد که «به درون نگاه کند». او از یک پل خارج می شود و از ماشینش در هوا می پرد و روی جرثقیل در فاصله 150 فوتی قرار می گیرد. با این حال، تردوی با درماندگی نظاره گر ورود باترست و کشتن آبل و لئونا است.
در سال 2020، ایوان مک کالی از اسکیزوفرنی رنج می برد. به دلیل نهادینه شدن گذشته و رفتارهای خشونت آمیز، نمی تواند شغلی پیدا کند. او که به دارو نیاز دارد، یک کاتانا برای یک گانگستر محلی جعل می کند، حتی اگر هرگز به عنوان یک تیغ ساز آموزش ندیده باشد. پس از اینکه معامله به جنوب می رود، ایوان فرار می کند اما بعدا دستگیر می شود. مردی در ایستگاه پلیس خود را باترست معرفی می کند. او شروع به اشاره به ایوان به عنوان تردوی می کند و ادعا می کند که آنها قرن ها یکدیگر را می شناسند.
وقتی باترست اوان را وادار می‌کند تا چیزهایی در مورد زندگی گذشته‌اش به خاطر بیاورد، ماشینی به اتاق کوبیده می‌شود. نجات دهنده ایوان نورا برایتمن است که ایوان را به گروهی که او بخشی از آن است می برد. حدود 500 نفر در جهان وجود دارند که می توانند تمام زندگی گذشته خود را به یاد بیاورند. دو جناح متضاد در میان نامتناهی ها شکل گرفته اند: مؤمنان و نیهیلیست ها. مؤمنانی مانند نورا فکر می‌کنند که ذکر موهبتی است که نیروی برتر به آنها داده است تا دنیا را بهتر کنند. نیهیلیست هایی مانند باترست آن را نفرین می دانند. آنها فکر می کنند که بینهایت ها محکوم به شهادت خود نابودی بشریت هستند. آنها می خواهند از این امر رها شوند و تمام حیات روی زمین را از بین ببرند.
هر دو جناح معتقدند که ایوان تناسخ تردوی است. در خاطرات او از زندگی گذشته اش، مکان تخم مرغ پنهان است، وسیله ای که برای پایان دادن به جهان ساخته شده است. مؤمنان باید حافظه او را بازیابی کنند و تخم مرغ را قبل از اینکه باثورست ایوان را بدست آورد و اطلاعات او را شکنجه کند، حفظ کنند. همانطور که نورا، تناسخ لئونا، به ایوان توضیح می دهد، بی نهایت ها در جوانی شروع به یادآوری چیزها می کنند. در سن بلوغ همه چیز را به یاد آورده اند. به همین دلیل تشخیص داده شد که ایوان اسکیزوفرنی دارد. علیرغم پیشرفت، ایوان برای به دست آوردن خاطرات تردوی تلاش می کند، که مشخص می شود نتیجه ترومایی است که در اوایل زندگی در اثر حوادث متحمل شده است. با این حال، پس از یک جلسه در دستگاه Artisan، ایوان قفل خاطرات خود را باز می کند.
تردوی اندکی پس از آبل و لئونا توسط باثورست قبلی کشته شد. مؤمنان جسد او را پس گرفتند و به هاب برگرداندند و در اتاقی نگهداری می شود. ایوان به یاد می آورد که شکمش را بریده و تخم مرغ را داخل آن گذاشته است. باترست قبلا یکی از رفقای تردوی بود. آنها قرن ها را در کنار یکدیگر جنگیدند. با این حال، باثورست از مأموریت مؤمنان ناامید شد و شروع به تلاش برای پایان دادن به تناسخ کرد. تخم مرغ محصول آن جستجو بود. هنگامی که فعال شود، به DNA موجودات زنده حمله می کند و زندگی را نابود می کند.
دستگاهی که تخم درون آن قرار دارد از هواپیما به بیرون پرواز می کند. ایوان به دنبال آن می پرد و باترست نیز به دنبال آن می آید. این دو در هوا با هم مبارزه می کنند و ایوان موفق می شود با بیرون کشیدن تخم مرغ شمارش معکوس را متوقف کند. او با یک Dethroner به باثورست شلیک می کند، که تضمین می کند که Bathurst دوباره متولد نخواهد شد. ایوان با تخم مرغ در اقیانوس غرق می شود. در همین حین، نورا و آرتیزان، تراشه‌هایی را نابود می‌کنند که روح مؤمنان باتورست را که به دام افتاده‌اند، از جمله جان هابیل، آزاد می‌کنند.
سال ها بعد، نورا و هابیل دوباره متولد می شوند و در آغاز با هم ملاقات می کنند. ایوان در جاکارتا، اندونزی دوباره متولد شد. آرتیزان که اکنون بزرگتر شده است به ملاقات او می رود و یک کاتانا به ایوان کوچکتر پیشنهاد می کند که با شناخت او خاطراتش را دوباره به دست می آورد.[3]

## بازیگران
- مارک والبرگ
- دیلن اوبرایان
- چیویتل اجیوفور
- یوهانس هویکور یوهانسون
- سوفی کوکسون
- روپرت فرند
- جیسون منتزوکس
- کائه الکساندر
- تام هیوز
- لوید گریفیث
- ژوآنا هیبیرو

## تولید
در ماه ژوئن، کریس ایوانز به دلیل مسائل مربوط به زمان‌بندی، از این پروژه کنار رفت و مارک والبرگ وارد مذاکره برای جایگزینی وی شد. در ماه اوت اضافه شدن مارک والبرگ تأیید شد و سوفی کوکسون و دیلن اوبرایان به جمع بازیگران اضافه شدند. تام هیوز نیز در ماه اکتبر به بازیگران این فیلم پیوست.
فیلمبرداری نیز در سپتامبر ۲۰۱۹ آغاز شد. صحنه‌ها در مرکز کاردیف و فرودگاه فارنبورو انجام شدند.

## اکران
در ابتدا قرار بود این فیلم در تاریخ ۷ اوت سال ۲۰۲۰ اکران شود. ولی به دلیل دنیاگیری کووید ۱۹ اکران فیلم به تاریخ ۱۰ ژوئن ۲۰۲۱ موکول شد.